# El gat amb botes

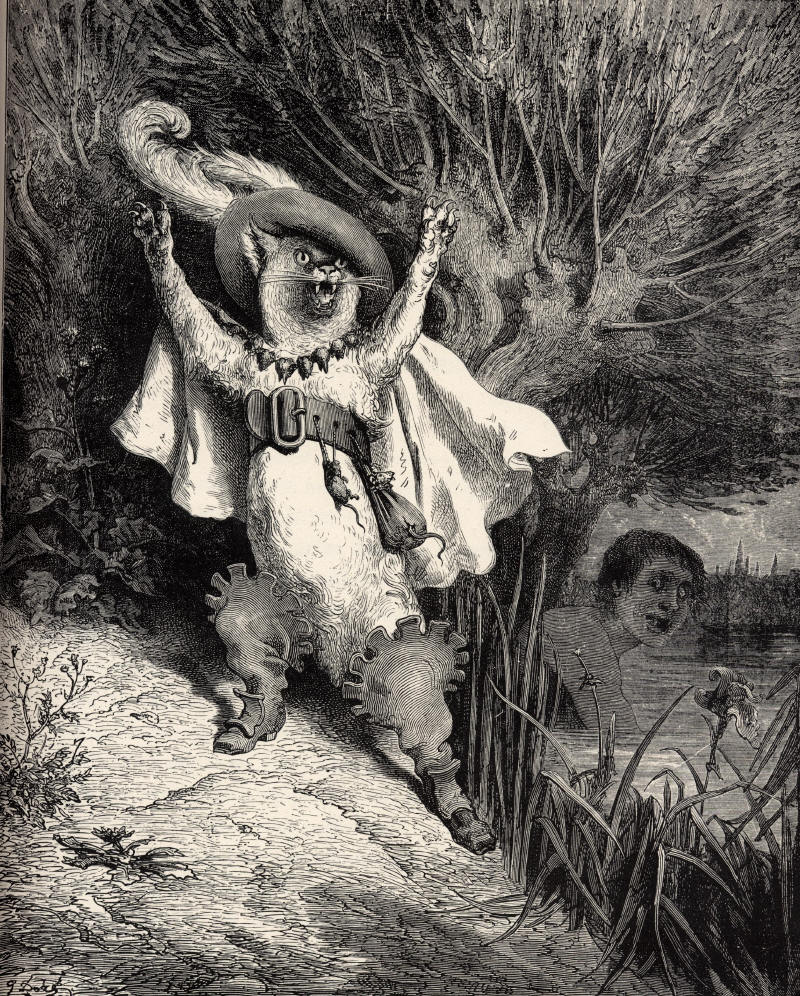
Il·lustració del gat amb botes realitzada per Gustave Doré.

El gat amb botes és un conte tradicional popularitzat per Charles Perrault. La història ha vist nombroses adaptacions, incloses versions en dibuixos animats.

## Argument
Un moliner tenia tres fills. Quan es va morir, en herència, va deixar el molí al fill gran; al mitjà un ase, i, al petit només, li va deixar un gat, que digué al seu amo que l'ajudaria a fer-se ric si li donava unes botes i un sac.
Amb les botes posades, caçava conills que portava al rei com a presents del marquès de Carbàs, nom que es va inventar per al seu amo. I un dia va convidar el rei a visitar les terres del marquès. El rei hi accedí i, muntat en la seva carrossa, hi va anar acompanyat de sa filla.
El gat havia demanat als camperols de la vora que diguessin que treballaven per al marquès de Carabàs. Espantats per un gat que consideraven embruixat, tots deien al pas del rei que pertanyien al ric marquès.
Quan passejaven per la vora d'un riu, el gat va dir al seu amo que s'hi banyés i fes veure que s'hi negava. El gat va córrer a demanar auxili al rei, qui va ordenar els seus patges que el salvessin i li donessin roba eixuta. I es va presentar al rei i la princesa, ben vestit, com a marquès de Carabàs.
Mentrestant el gat va anar al castell d'un ogre que tenia el poder de transformar-se en qualsevol bèstia. El gat el va reptar perquè es convertís en un lleó i l'ogre s'hi va transformar. Aleshores el gat amb botes va posar en dubte que es pogués transformar en un animal petit, com un ratolí. L'ogre, per demostrar que sí que ho podia fer, es va convertir en un ratolí. I, immediatament, el gat se'l va menjar.
Quan, amb la carrossa, el rei, la princesa i l'amo del gat van arribar al palau de l'ogre, el gat amb botes els va fer creure que era la residència del marquès de Carabàs. Com que van restar impressionats per la riquesa del lloc, el rei va donar la mà de la seva filla al jove marquès.
I van viure feliços amb el gat, que van nomenar gran senyor.

## Interpretació
Al conte apareixen alguns dels tòpics dels contes populars: el fill petit que no té herència aparent però que acaba casat amb la princesa, l'element màgic (en aquest cas un animal, provinent del món de la faula) que capgira la trama i un engany basat en l'enginy. Hi ha contes similars de tradició eslava on el gat és una guineu o altres animals que destaquen per la seva astúcia.
Les botes subratllen el caràcter mig humà del gat, que esdevé un mirall d'un tipus concret, similar als de la novel·la picaresca de l'època. El conte també es pot llegir com el triomf del mèrit (l'enginy del gat) sobre els diners (l'herència dels altres germans).

## Cinema
- El gat amb botes (2011)
- El gat amb botes: l'últim desig (2022)